# ジェラシー (ウィル・ヤングの曲)
「ジェラシー」(Jealousy)は、イギリスのシンガーソングライター、ウィル・ヤングの楽曲である。5枚目のスタジオ・アルバム『エコーズ』から同時発売のシングルとしてリリースされ、ヤングにとっては通算16枚目のシングルとなる。

## 商業的反響
シングルは全英シングルチャートでトップ5に入り、その後は国内で50万枚近い売り上げを記録した、シングルは24週に渡ってシングルチャートのトップ100にチャートインし続けたがこれはヤングのシングルの中で2番目に長い記録となる。

## 収録曲（デジタル・ダウンロード）
1. ジェラシー（ラジオ・エディット）
2. ジェラシー（モト・ブランコ・ラジオ・ミックス）
3. ジェラシー（モト・ブランコ・クラブ・ミックス）
4. ジェラシー（ザ・アリアス・ラジオ・エディット）
5. ジェラシー（ザ・アリアス・クラブ・ミックス）

## チャート
| チャート (2011年)                        | 最高位 |
| ---------------------------------------- | ------ |
| ハンガリー (Rádiós Top 40)               | 35     |
| アイルランド (IRMA)                      | 23     |
| スコットランド (Official Charts Company) | 4      |
| UK シングルス (OCC)                      | 5      |

| チャート (2011年) | 順位 |
| ----------------- | ---- |
| イギリス (OCC)    | 77   |